# Kanton Rennes-5
Der Kanton Rennes-5 (bretonisch Kanton Roazhon-5) ist seit 2015 ein französischer Wahlkreis im Arrondissement Rennes, im Département Ille-et-Vilaine und in der Region Bretagne; sein Hauptort ist Rennes.

## Geschichte
Der Kanton entstand 2015 mit der Neuordnung der Kantone in Frankreich aus Teilen von aufgelösten Kantonen in der Region Rennes.

## Lage
Der Kanton liegt im Zentrum des Départements Ille-et-Vilaine.

## Gemeinden
Der Kanton besteht aus 2 Gemeinden und Gemeindeteilen mit insgesamt 48.383 Einwohnern (Stand: 1. Januar 2022) auf einer Gesamtfläche von 24,49 km²:
| Gemeinde                  | Gallo     | Bretonisch         | Einwohner (2022) | Fläche (km²) | Code postal | Code Insee |
| ------------------------- | --------- | ------------------ | ---------------- | ------------ | ----------- | ---------- |
| Rennes                    | Resnn     | Roazhon            | 34.790           | 12,66        | 35000       | 35238      |
| Saint-Jacques-de-la-Lande | Saent-Jaq | Sant-Jakez-al-Lann | 13.593           | 11,83        | 35136       | 35281      |
| Kanton Rennes-5           | Resnn-5   | Roazhon-5          | 48.383           | 24,49        | -           | 3522       |

1. ↑  Nur der südwestliche Teil der Gemeinde, der Rest verteilt sich auf die Kantone Rennes-1, Rennes-2, Rennes-3, Rennes-4 
 und Rennes-6,.

## Politik
Im 1. Wahlgang am 22. März 2015 erreichte keines der fünf Wahlpaare die absolute Mehrheit. Bei der Stichwahl am 29. März 2015 gewann das Gespann Gaëlle Andro/Marcel Rogemont (beide PS) gegen Gérard Bechara/Michèle Fontaine (beide UMP) mit einem Stimmenanteil von 62,78 % (Wahlbeteiligung:43,62 %).
| Vertreter im conseil général des Départements | Vertreter im conseil général des Départements | Vertreter im conseil général des Départements |
| Amtszeit                                      | Name                                          | Partei                                        |
| --------------------------------------------- | --------------------------------------------- | --------------------------------------------- |
| 2015–2021                                     | Gaëlle Andro Marcel Rogemont                  | G·s PS                                        |
| 2021–                                         | Olwen Dénès Caroline Roger-Moigneu            | EELV                                          |